# 鈴木家の嘘
『鈴木家の嘘』（すずきけのうそ）は、2018年11月16日公開の日本映画。監督は野尻克己。
『滝を見にいく』『恋人たち』『東京ウィンドオーケストラ』『心に吹く風』『ピンカートンに会いにいく』に続く、松竹ブロードキャスティングのオリジナル映画プロジェクトの第6弾。
橋口亮輔監督、石井裕也監督、大森立嗣監督らの助監督を務めてきた野尻の劇場映画デビュー作品で、脚本も担当している。
第31回東京国際映画祭日本映画スプラッシュ部門出品作品で、日本映画スプラッシュ作品賞を受賞。

## ストーリー
引きこもりだった鈴木家の長男・浩一がある日突然自殺をした。母・悠子はショックで気を失い倒れてしまう。親族が集まった浩一の四十九日の日、ずっと気を失っていた悠子は目を覚ます。家族の顔を見ながら悠子は不思議そうに「浩一は？」と尋ねる。悠子はショックのあまり浩一が死んだという記憶を失っていたのだった。そんな悠子の姿を目の当たりにして長女の富美はとっさに「お兄ちゃんは引きこもりをやめてアルゼンチンに行った」と言ってしまう。アルゼンチンは悠子の弟・博が住んでおり、浩一はそこで仕事を手伝っているということになる。そこからショックから記憶が戻らない母のために親戚を巻き込んだアリバイ作りが始まる。

## キャスト
- 鈴木幸男：岸部一徳
- 鈴木悠子：原日出子
- 鈴木富美：木竜麻生
- 鈴木浩一：加瀬亮
- 鈴木君子：岸本加世子
- 吉野博：大森南朋
- 日比野さつき：吉本菜穂子
- 北別府：宇野祥平
- ソープランド「男爵」店長・佐古：山岸門人
- 米山：川面千晶
- 小林：島田桃依[5][6]
- 「分かちあう会」ボランティアスタッフ・武富：金子岳憲[5][6]
- 霊媒師・神谷：政岡泰志[5][6]
- フランシスカ：レベッカ・ヤマダ[6]
- 白戸達也
- 細川洋平
- 坊薗初菜
- 鷲尾英彰
- 片桐美穂
- イヴちゃん：池田萌子[7]
- 縄田かのん
- 鈴木将一朗
- 坂口辰平
- 嘉瀬興一郎
- 大林剛
- 横江泰宣
- 松村亙

## スタッフ
- 監督・脚本：野尻克己
- 音楽：Akeboshi
- 主題歌：Akeboshi「点と線」（RoofTop Owl）
- 製作：井田寛
- エグゼクティブプロデューサー：深田誠剛
- 企画・プロデュース：小野仁史
- プロデューサー：近藤貴彦
- 撮影：中尾正人
- 照明：秋山恵二郎
- 録音：小川武
- 美術：渡辺大智、塚根潤
- 編集：早野亮
- 衣装：小里幸子
- ヘアメイク：豊川京子
- スチール：三木匡宏
- キャスティング：山田恵理子
- 音響効果：吉田優貴
- 新体操指導：山本里佳
- VFXスーパーバイザー：田中貴志
- 助監督：小南敏也
- ラインプロデューサー：伊達真人
- 助成：文化庁文化芸術振興費補助金（映画創造活動支援事業） 独立行政法人日本芸術文化振興会
- 配給：松竹ブロードキャスティング、ビターズ・エンド
- 宣伝：ビターズ・エンド、シャントラバ
- 制作プロダクション：ハーベストフィルム
- 製作：松竹ブロードキャスティング

## 受賞
- 第31回東京国際映画祭[4]
  - 日本映画スプラッシュ 作品賞
  - 東京ジェムストーン賞（木竜麻生）[注 1]
- 第40回ヨコハマ映画祭[8]
  - 日本映画ベスト・テン 第9位
  - 森田芳光メモリアル新人監督賞（野尻克己）
  - 最優秀新人賞（木竜麻生）[注 1]
- 第23回新藤兼人賞
  - 金賞（野尻克己）[9]
- 第73回毎日映画コンクール 脚本賞（野尻克己）[10]
- 第33回高崎映画祭[11]
  - 最優秀主演女優賞（原日出子）
  - 新進監督グランプリ（野尻克己）
- 第92回キネマ旬報ベスト・テン[12]
  - 新人女優賞（木竜麻生）[注 1]
  - 日本映画ベスト・テン 第6位
  - 読者選出日本映画ベスト・テン 第10位
- 2018年度全国映連賞[13]
  - 女優賞（木竜麻生）[注 1]
- おおさかシネマフェスティバル 2019
  - 新人監督賞（野尻克己）
  - 新人女優賞（木竜麻生）[注 1]
- 第18回 ニューヨーク・アジアン映画祭
  - Uncaged Award for Best Feature Film（最高賞・グランプリ）

## 編著書

### 小説
- 『鈴木家の嘘』（ ポプラ社、2020年） - 同名映画のノベライズ。